# Isola delle bambole
L'isola delle bambole (in spagnolo Isla de las muñecas) è una chinampa della laguna di Tequila, nei canali di Xochimilco, a sud di Città del Messico. È nota soprattutto per la presenza di oltre 2500 bambole di varie fogge, molte delle quali prive di uno o più arti e in pessime condizioni, appese ad alberi e travi. Secondo una superstizione, il suo vecchio custode, Julián Santana Barrera, morto nel 2001, avrebbe iniziato a raccogliere fantocci per placare lo spirito di una giovane annegata nelle acque del luogo, senza però riuscirci. A causa della sua natura e storia tetre e bizzarre, l'isola delle bambole viene considerata uno dei luoghi più spaventosi del pianeta ed è una meta apprezzata dagli appassionati del cosiddetto turismo nero.

## Storia
Le prime bambole apparvero negli anni cinquanta quando don Julián Santana Barrera, ostracizzato dalla gente del posto per le sue predicazioni religiose, decise di vivere in totale isolamento, lasciando la moglie e i figli. Nel corso dei cinquant'anni seguenti, Barrera appese in vari punti della sua abitazione e della palude quante più bambole riusciva a raccogliere, barattando i suoi ortaggi o recuperando quelle abbandonate sul posto. Barrera giunse a possedere oltre 2500 bambole. Nel 1943 il regista messicano Emilio Fernández girò nell'isola il film La vergine indiana, contribuendo così a darle un primo momento di notorietà.
Dopo la morte di Barrera, avvenuta nel 2001 all'età di ottant'anni, i familiari trasformarono il luogo in attrazione turistica. L'isola delle bambole è meta prediletta degli appassionati del macabro e numerose riviste le hanno dedicato articoli incentrati sulla sua natura bizzarra. Sull'argomento sono stati anche girati dei documentari.
Stando a quanto dichiarato nel 2022 dal Guinness dei primati, l'isola vanta la più grande collezione di "bambole spettrali" del mondo.

## Superstizioni

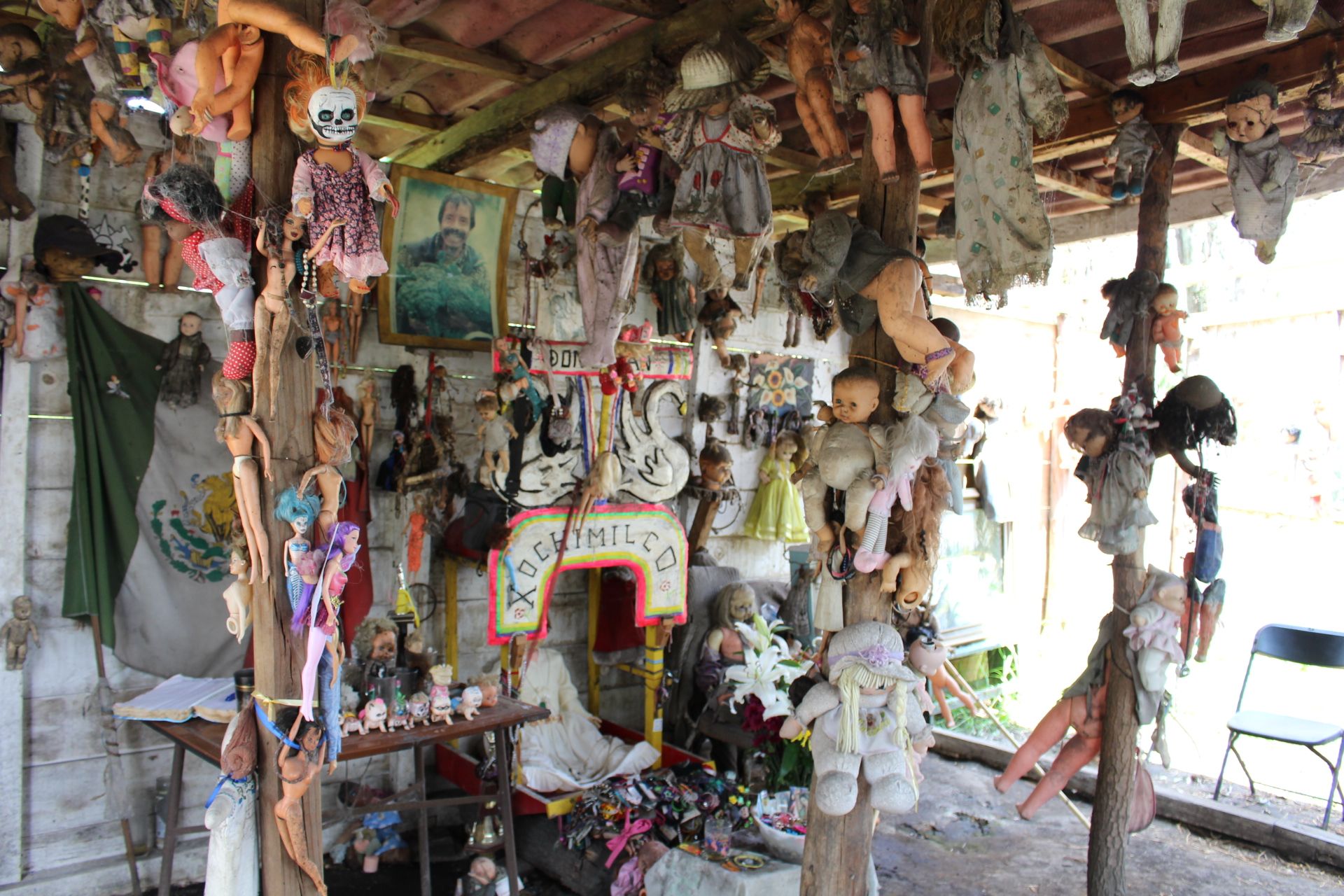

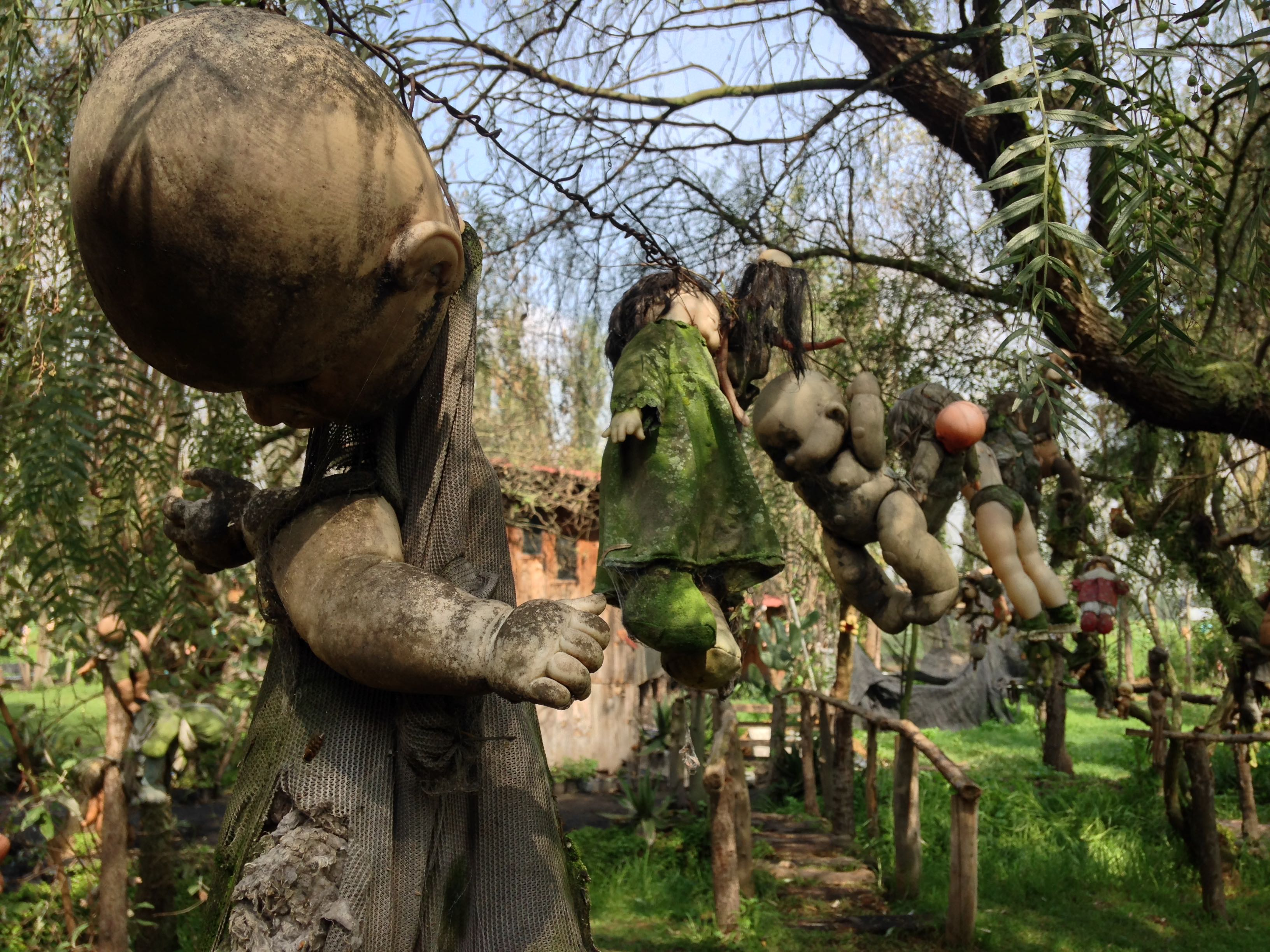

L'isola delle bambole è divenuta un luogo carico di leggende e superstizioni. Secondo una leggenda, Barrera non riuscì a salvare una ragazza dall'annegamento nelle acque palustri del luogo. Il giorno dopo, trovò una bambola alla deriva nello stesso punto in cui era morta la giovane. Credendo che appartenesse a lei, appese il giocattolo a un albero per commemorarla e allontanare gli spiriti maligni. Stando a un'altra versione della storia, Barrera trovò una seconda bambola nello stesso luogo il giorno dopo. Si dice che lo spirito della defunta infesti l'isola e, per placarlo, Barrera abbia iniziato a comprare nuovi feticci, vendendo oggetti raccattati nella spazzatura, senza però riuscire nel suo intento. Non esistono prove dell'esistenza della giovane.
Nel 2001 Barrera, ormai anziano, era assistito dal nipote Anastasio Velásquez. Mentre pescavano nel canale, Barrera iniziò a cantare appassionatamente, sostenendo che le sirene lo stessero chiamando. Il nipote si allontanò ma, poco più tardi, quando tornò da Barrera, lo trovò esanime con il volto rivolto allo stesso punto in cui sarebbe morta la ragazza.
Da quando l'isola è stata aperta al pubblico, alcuni visitatori hanno affermato di aver visto alcune bambole muovere la testa, le braccia e aprire gli occhi, o anche di averle udite comunicare tra loro sussurrando.
I turisti lasciano offerte occasionali intorno alle bambole in cambio di miracoli o benedizioni e per liberarsi delle energie maligne. Alcuni cambiano i vestiti alle bambole e si prendono cura del luogo come forma di devozione.
La maggior parte dei barcaioli locali è disposta a condurre i turisti sul posto, ma alcuni lo evitano per superstizione.